# Катедрала Блажене Девице Марије на Врачару
Катедрала Узнесења Блажене дјевице Марије је катедрала Београдске надбискупије. Позната је и као Католичка катедрала Београда. Налази се у улици Улици Хаџи Мeлентијевој 75 на Врачару. Подигнута је 1925. године као спомен-црква француским борцима палим на Солунском фронту. У цркви се сваке године одржава фестивал Дани оргуља.
Изградња цркве започела је 1938. године, заустављена је 1941. године за време Другог светског рата, а са градњом се наставило 1987. године. Катедрала је 1988. године посвећена Јовану Капистрану и са суседним објектима (стара црква из 1925. године и помоћне грађевине) чини манастирски комплекс познат као Маријанум, посвећен Девици Марији.

## Локација
Жупа Узнесења Блажене Дјевице Марије налази се на Врачару, у делу града званом Неимар, а жупна црква у Хаџи Милентијевој улици. Осим овог, жупа обухвата и Вождовац, насеље Браће Јерковић, Медаковић и друге околне делове града. Границе су јој се често мењале и пресецале са суседним жупама. У доба оснивања поверена је редовницима асумпционистима.

## Историјат
У децембру 1924. редовници асумпционисти поднели су молбу тадашњем надбискупу Иванау Рафаелау Родићу да у Београду оснују свој самостан, као и посебан самостан за часне сестре асумпционисткиње. Надбискуп даје своју сагласност у јануару 1925. Министарство вера одмах се позитивно изјаснило о овој молби, али је оснивање жупе прихватило тек 1928. Тешкоћа је настала због жупника, јер су жупу су добили на управу редовници који су били Французи, односно страни држављани, али све се брзо решило. Света столица својим рескриптом из 1929. предаје трајну управу жупе асумпционистима. Године 1924. започела је градња привремене цркве, жупног уреда и самостана. Године 1925. саграђена је црква чије је темеље благословио први апостолски нунције у Београду Херменђилдо Пелегринети (Hermengildo Pellegrinetti). Исте године, приликом своје посете Београду 25. септембра, цркву је благословио тадашњи апостолски делегат у Бугарској Анђело Ронкали, будући папа Јован XXIII. Због присуства Француза асумпциониста изграђену цркву становништво назива „Француска црква”. Уз цркву су саграђене и жупне зграде према пројекту архитекте Милана Злоковића.
Почетком двадесетих година 20. века на Неимару се населила група француских пословних људи. Њихову децу су учили редовници Француске цркве. Године 1926. у оквиру цркве отворена је и Француско—српска школа Светог Јозефа. Школа је 1928. године пресељена је у Ранкеову улицу, на простор на ком се данас налази Стоматолошки факултет. Суочени се са смањеним интересовањем млађих генерација асумптисти су отишли, а држава је званично вратила цркву римокатоличкој цркви.
Католици су преузели цркву и 1938. поред старе започета је изградња нове, монументалне цркве, на иницијативу Француске. Замишљена је да буде споменик француским војницима изгинулим на Солунском фронту. Градња цркве прекинута је избијањем Другог светског рата, а настављена је тек 40-ак година касније. Од 1. септембра 1982. бригу о верницима и даљој градњи цркве преузима жупник жупе Криста Краља Антон Хочевар са својим капеланима Антуном Печаром и Звонком Блашком. Доласком новог жупника Јожета Хауптмана, 1987. године започето је уређење и довршење унутрашњег и спољног простора цркве. Нова црква је посвећена 14. августа 1988. године, сада као катедрала у част Узнесења Блажене Дјевице Марије. Тиме је Београдска надбискупија добила нову, достојну катедралу уместо старе, цркве Криста Краља у Крунској улици. Посвећивање је обавио тадашњи  београдски надбискуп Франц Перко.
У дворишту жупе налазе се и самостан и жупни уред. Жупни уред и дворана преуређени су године 1989. за духовне вежбе, када су доили и ново име — Дом светог Ивана Капистрана, по свецу који има велике заслуге за ослобођење Београда од Турака. Његов лик је сада у презвитеријуму нове катедрале.

### Стара црква — „Француска црква”
Прво крштење у старој цркви уписано је у фебруару 1927. године. Године 1930. саграђен је и висок звоник са сатним механизмом и le coq мотивом (галски петао). Годину дана касније надбискуп Родић благословио је три звона изливена у Савоји, у фабрици Пакар (Paccard), у којој су изливена и звона за Базилику Светог Срца (Сакре кер) на Монмартру, као и звона задужбине краља Петра на Опленцу. Највеће звоно носи име свете Марије и поклон је краља Александра, друго по величини има име светог Петра и поклон је Свете столице, а најмање је названо по светој Ани и дар је жупљана ове жупе. Звоник је пројектовао архитекта Дујам Гранић.
Стара црква преуређена је 1994. у простор за одржавање пасторалних сусрета.

### Нова црква — катедрала
Градња нове цркве започета је 1938. године. Изградња нове цркве, под покровитељством маршала Франше д’Епереа, потекла је на иницијативу Француске, која је желела да, у знак пијетета према 45.000 војника погинулих на  Солунском фронту, подигне у Београду меморијални споменик. Подизање цркве амбициозне замисли, са масивним торњем у виду славолука, са прилазним рампама и криптом за незнаног јунака, требало је да помогну ветерани, уметници и сви добротвори чији би се новац симболично сакупио на француски Национални дан. Пројекат за монументални меморијални храм израдио је архитекта Бранислав Маринковић, који  је специјалистичке студије архитектуре похађао на Националној академији ликовних уметности у Паризу (École Nationale Supérieure des Beaux Arts). Маринковић се сматра једним од водећих неимара српске модерне архитектуре 20. века.
Радови су прекинути због избијања Другог светског рата, а настављени су после више од четрдесет година. До рата су завршени само зидови зграде и први нивои звоника. Окупационе немачке снаге користиле су објекат као складиште за муницију. После рата, због изузетно добре акустике, служила за снимање емисија Радио Београда, а касније и као магацин лекова.
Године 1987. започето је уређење и довршење унутрашњег и спољног простора цркве по нацртима словеначког архитекте Франца Кватерника, који је у оригинални пројекат унео минималне измене. Црква је завршена 1988. године и освештана као  катедрала београдских католика. Прво ђаконско полагање руку у овој катедрали подељено је 8. септембра 2000. Ова жупа и катедрала представљају место свих већих литургијских скупова и догађања: ходочашћа, рукополагања, концерата и др.
Катедрала још увек није у потпуности завршена. Масовна реконструкција кренула је 2019. године, а планови укључују и отварање музеја католичке цркве.

## Архитектура катедрале
Храм је  пројектован као тробродна базилику са криптом, попречним трансептом на источној и тремом на западној фасади. У коначном извођењу дошло је до извесних одступања у односу на оригинални пројекат, пре свега у ликовности масивне западне куле. Одступања су подразумевала двојезичне натписе на француском и српском језику на мермерним плочама на згради и меморијалну иконографију. Међутим, ова одступања нису утицала на изглед грађевине.  Модернистичка прочишћена кубична форма, звоник који доминира целокупним објектом, као и једноставност и геометризована елеганција у изразу потврђују Маринковића као једног од водећих неимара српске модерне архитектуре 20.  века. Динамика дводимензионалних фасадних равни постигнута је бочним испадима и уједначеним  низом окулуса (округлих прозора), док је мотив латинског крста, развучен по фасадном растеру звоника, једини декоративни  елемент на плошно обрађеним фасадама. Испод катедрале налази се крипта, која од 1986. године служи као капелица за свакодневне литургијске обреде.
Зид иза олтара су 1987. фрескама осликали словеначки сликари Лојзе Чемажар и Луцијан Братуш. Фреске су надахнуте идејом преплитања Истока и Запада на нашим просторима и понекад је описују као „сусрет истока и запада у Београду”. Централни, сферни део заузима Богородица која се у овом простору приказује два пута. У доњем делу је представљена на одру као да је уснула, по традицији Источне цркве (Dormitio), окружена дванаесторицом апостола, док је у горњем делу исте фреске, у форми западноевропске маријанске иконографије, приказано њено Узнесење (Assumptione), засновано на веровању у Богородичино Безгрешно Зачеће, где је окруњена са дванаест звезда. Ову централну фреску заштитнице цркве и жупе окружују фреске светаца. Са леве (северне) стране приказани су свети Иван Капистран, свети Никола и свети Ћирило Александријски, а са десне (јужне) стране св. Ћирило и Методије и православни светац свети Сава. У горњој зони изнад Богородице налази се призор Криста Сведржитеља који благосиља и Светог духа, приказаног у облику голубице, а окружује их небеска свита анђела свирача који дочекују Краљицу неба. Призори у доњој зони подсећају на ратна страдања. Са леве стране приказана је мајка како се надвија над рањеним дететом, а са десне две молитељке које моле за мир. Прозорски витражи приказују отајства крунице.
Свети Јован Капистрански, чије име носи и жупни манастир, изабран је због свог учешћа у успешној одбрани током опсаде Београда 1456. године. Он је лично командовао одредом који се састојао од крсташа и снажно залагао за свеевропски крсташки рат против Османлија.
Предлози за постављање српских православних мотива у католичкој цркви стигли су од Франца Перка, београдског надбискупа од 1986. до 2011. године, који је желео да покаже да је Београд место сусрета запада и истока. Црква Блажене Дјевице Марије је данас једина католичка катедрала са ликом Светог Саве код олтара.

### Фестивал Дани оргуља
Године 2000, заслугом Антона Хочевара, тадашњег жупника цркве Криста Краља, катедрала је добила нове оргуље, чувене Занинове оргуље. Инструмент има 49 регистара, три мануала, педал, крешендо за целе оргуље, механичку трактуру с електронском меморијом за регистрацију идр. Благословио их је 24. септембра исте године 2000. Франц Перко, тадашњи надбискуп. Нове оргуље имају изврсну основу за прављење звуковних комбинација сa којима овај инструмент може величанствено да учествује у пратњи литургије, хора, солиста, солистичких инструмената, а адекватан је и за концертно извођење старе, барокне, и музике новог века. Инструмент је израдила позната италијанска компанија Франческо Занин из Кодроипа код Удина једна од најстаријих радионици оргуља у Италији, која се израдом овог инструмента бави више од 200 година.
Исте 2000. године покренут је међународни фестивал Дани оргуља у организацији Културног центра Београд, који се у катедрали традиционално одржава сваке године.

## Галерија
- Унутрашњост катедрале
- Исповедаоница
- Један од витража у катедрали